# برخورد هواگردهای پایدار به زمین

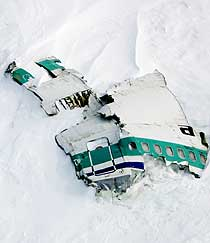
تکه‌ای از هواپیمای مسافربری از بخش در و پنجره‌ها مربوط به پرواز شماره ۹۰۱ ایر نیوزیلند

برخورد هواگرد پایدار به زمین (به انگلیسی: Controlled flight into terrain) کوتاه شده (CFIT) عبارتی است که به معنای برخورد یک هواگرد سالم و پایدار به زمین، کوه یا آب است. در این شرایط هواگرد دارای نقص فنی نیست و کاملاً پایدار و در کنترل خلبان است، ولی بنا به دلایلی به‌صورت مستقیم به سمت مانع پیش می‌رود و خدمهٔ پرواز از ماجرا خبردار نیستند و در لحظه‌ای متوجهٔ برخورد خواهند شد که دیگر بسیار دیر شده و فرصت مانور وجود ندارد و برخورد حتمی خواهد بود. این عبارت برای نخستین بار در دهه ۷۰ میلادی به کار رفت.

## برخورد هواگرد ناپایدار به زمین(UFIT)
نقص فنی مهمترین عامل سقوط هواگردهاست. برخورد هواگرد «ناپایدار» به زمین، به خاطر خراب شدن قطعه یا قطعاتی در هواگرد است. سقوطهایی که به دلیل نقص فنی یا خطای خلبان در به‌کارگیری موتور یا سکان صورت می‌گیرند در دانش هوانوردی «برخورد هواگرد ناپایدار به زمین» یا (UFIT) شناخته می‌شوند. البته خودکشی میان خلبانان و تروریسم به دلیل عمدی بودنشان در این دسته جای نمی‌گیرند.

## برخورد هواگرد پایدار به زمین(CFIT)
«برخورد هواگرد پایدار به زمین» مبحث دیگری است که هواگرد پایدار و سالم است، خلبان نیز طرز کار موتور و خلبانی را به خوبی می‌داند ولی از وجود کوه، دریا یا زمین آگاه نیست. بنا بر آمار شرکت بوئینگ، از آغاز عصر هواپیماهای جِت مسافربری تاکنون، حوادث مربوط به CFIT (سقوط هواگردهای پایدار) جان بیش از ۹۰۰۰ نفر را گرفته‌است. از سال ۱۹۹۳ تا ۲۰۰۲ میلادی، ۲۵درصد از سقوط‌های نیروی هوایی آمریکا به خاطر سقوط هواگردهای پایدار بوده‌است.

## دلایل

«سامانه‌های هشدار نزدیک شدن به زمین» (TAWS و GPWS) هواپیما یا بالگرد را از وجود کوه یا مانع باخبر می‌کنند. این هشدار با بوق ممتد بر روی نمایشگر هواپیما و تکرار عبارت (...Terrain-Terrain) به معنی «زمین-زمین،دماغه بالا» انجام می‌شود.

دلایل زیادی وجود دارد که یک هواگرد (هواپیما یا بالگرد) با زمین برخورد کند؛ ولی مهمترین آنها هوای بد، خرابی سامانه‌های ناوبری، خطای خلبان در شناسایی زمین است که در دستهٔ برخورد هواگردِ پایدار به زمین (CFIT) جای دارند. در میان این گزینه‌ها، مهمترین عامل خطای خلبان در شناسایی زمین و از دست دادن آگاهی موقعیتی است. به عبارت دیگر خلبان متوجهٔ موقعیت هواپیما نیست و موانع را تشخیص نداده و ناآگاه به سمت آن پیش می‌رود. همچنین خلبانان نیروی هوایی ممکن است به دلیل نیروی گرانش شدید در هواپیماهای جنگنده دچار بیهوشی شوند و موانع را به‌خوبی نبینند و با آنان برخورد نمایند که این نوع سقوط نیز در دستهٔ CFIT جای می‌گیرد.

## راه حل
در گذشته و قبل از اختراع سامانه‌های هشدار زمین، اطلاع‌رسانی به خلبان به وسیلهٔ خدمات ترافیک هوایی ارائه می‌شد. با وجود اینکه اطلاع‌رسانی به خلبان از راه خدمات ترافیک هوایی بسیار سودمند بود و جلوی حوادث زیادی را گرفت ولی در بسیاری از مواقع برج مراقبت متوجهٔ شرایط خطرناک نمی‌شد و حوادث همچنان جان مسافران را می‌گرفتند. با اختراع سامانهٔ هشدار زمین که با بهره‌گیری از فناوری ارتفاع‌سنج راداری کار می‌کند این مشکل تا حدودی برطرف شد و با اضافه شدن دستگاه سامانه موقعیت‌یاب جهانی در سالهای اخیر، این مجموعه کارآمدتر از قبل نیز شد. گفته می‌شود که هواپیماهای امروز دارای «سامانه هشدار زمین» دچار سقوط از نوع «برخورد هواگرد پایدار به زمین» نخواهند شد. ولی در یک مورد سقوط هواپیمای مسافربری سوخو سوپرجت ۱۰۰ این اتفاق افتاد و تمامی ۴۵ سرنشین آن در برخورد با کوه سالاک در اندونزی کشته شدند. بررسی‌ها نشان داد که خلبان هواپیما خودخواسته «سامانهٔ هشدار نزدیک شدن به زمین» را خاموش کرده بود.